# Boudevilliers
Boudevilliers es una localidad y antigua comuna suiza del cantón de Neuchâtel, situada en el distrito de Val-de-Ruz. Desde el 1 de enero de 2013 hace parte de la comuna de Val-de-Ruz.

## Historia
La primera mención escrita de Boudevilliers data de 1144 cuando aparece en un documento con el nombre de Boldiwiler. Boudevilliers es además conocido por su antiguo castillo medieval. La comuna mantuvo su autonomía hasta el 31 de diciembre de 2012. El 1 de enero de 2013 pasó a ser una localidad de la comuna de Val-de-Ruz, tras la fusión de las antiguas comunas de Boudevilliers, Cernier, Chézard-Saint-Martin, Coffrane, Dombresson, Engollon, Fenin-Vilars-Saules, Fontainemelon, Fontaines, Les Geneveys-sur-Coffrane, Les Hauts-Geneveys, Montmollin, Le Pâquier, Savagnier y Villiers.

## Geografía
La antigua comuna limitaba al norte la comuna de Les Hauts-Geneveys, al noreste con Fontaines, al sureste con Valangin, al sur con Coffrane y Les Geneveys-sur-Coffrane, y al oeste con La Sagne.

## Demografía
En la siguiente tabla se muestra la evolución de la población histórica de la comuna:

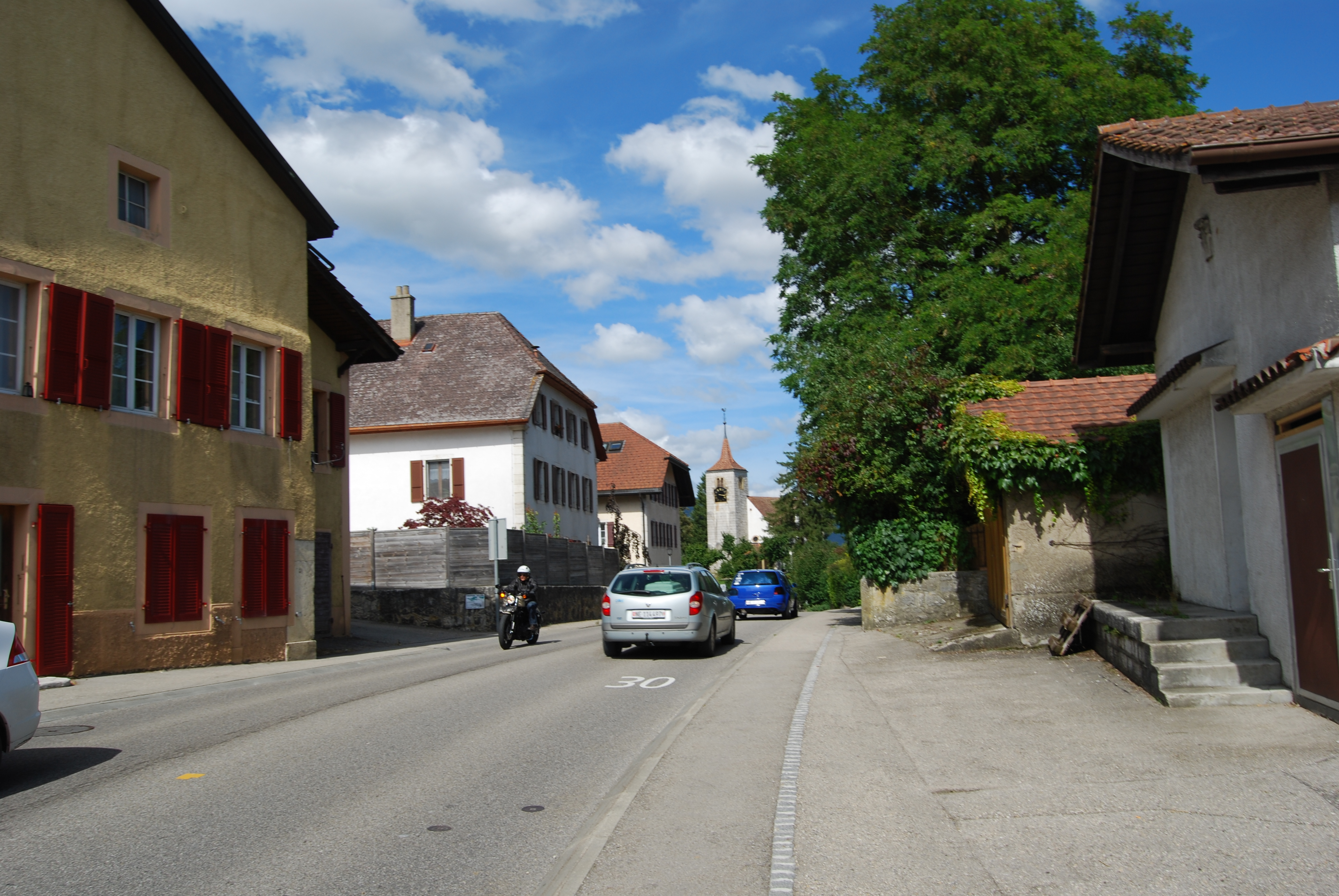
Boudevilliers

## Personajes ilustres
- Arnold Henri Guyot, (1807-1884), geólogo y geógrafo.